# Аслани, Али
Али Аслани (алб. Ali Asllani; 28 ноября 1882, дер. Вайзе близ Влеры, Османская Албания — 20 декабря 1966, Тирана) — албанский политик, дипломат, поэт, активист Албанского национального возрождения.

## Биография
После окончания школы в 1888 году отправился в Стамбул, где первоначально изучал медицину, но вскоре занялся — административными науками. После окончания учёбы прошёл стажировку в префектуре Янина. В 1908 году, после младотурецкой революции, вступил в объединение «Башкич», объединявшее албанских национальных активистов. За сотрудничество с лидером албанцев Исмаилом Кемали был интернирован в Сирию. В 1909 году ему удалось покинуть место интернирования и принять участие в съезде албанских активистов в Дебаре.
После объявления в 1912 году Декларации независимости Албании глава албанского правительства Исмаил Кемали назначил его на должность генерального секретаря кабинета министров. После отставки правительства в 1913 году работал субпрефектом в Фиери. В 1914 году ненадолго выехал в Италию, но через год вернулся на родину, чтобы продолжить работу в местной администрации. Конец Первой мировой войны застал его председателем городского совета Влёра.
В 1921—1922 годах работал в должности секретаря албанского правительства. С 1922 г. — на дипломатической службе, сначала консулом в Триесте и Софии, а с 1930 г. — полномочным послом Албании в Афинах.
В 1934—1939 годах до итальянского вторжения в Албанию был председателем городского совета во Влёре. Во время войны отошёл от политики и жил в родном селе.

## Творчество
Стихи писал со школьных лет, первые его поэзии были опубликованы только в 1942 году. В 1944 году был одним из организаторов Союза писателей и художников Албании.
В последние годы жизни А Аслани было издано несколько томов его произведений. Не имея стабильного источника дохода, жил в нищете.

## Избранные произведения
- 1942: Hanko-Halla (поэма)
- 1960: Vidi — vidi pëllumbeshë
- 1961: Shqipëria kryesorja
- 1964: Vajzat dhe dallëndyshet
- 1966: Kur merr zjarr rrufeja
- 1996: Poezi të zgjedhura (Сборник стихов)
- 1999: Vidi, vidi pëllumbeshë